# Melibea Obono
Trifonia Melibea Obono Ntutumu Obono (Afaetom, Evínayong; 27 de noviembre de 1982) es una novelista, politóloga, académica y activista LGBT ecuatoguineana.

## Trayectoria académica
Trifonia Melibea Obono Ntutumu es Licenciada en Ciencias Políticas y Periodismo por la Universidad de Murcia donde realizó un máster en Cooperación Internacional y Desarrollo.
Es docente en la Facultad de Letras y Ciencias Sociales de la Universidad Nacional de Guinea Ecuatorial (UNGE) de Malabo. Forma parte del equipo del Centro de Estudios Afro-Hispánicos (CEAH) de la Universidad Nacional de Educación a Distancia (UNED).
Doctora por la Universidad de Salamanca con sobresaliente cum laude con una tesis titulada "Terapias de conversión y otras violencias aplicadas a mujeres lesbianas y hombres transgénero en la etnia Fang de Guinea Ecuatorial".

## Obra literaria
En 2015 la Editorial MEY de Barcelona publicó el relato La negra sobre la  historia de una joven ecuatoguineana que se ve obligada a la prostitución para poder finalizar sus estudios en España. Ese mismo año, un fragmento del relato fue incluido en la antología Voces femeninas de Guinea Ecuatorial. Una antología editada por Remei Sipi y en 2016 la Universidad de Alicante lo editó como parte del acervo de la Biblioteca Africana de la Biblioteca Virtual Miguel de Cervantes.
En 2016 publicó su primera novela, Herencia de bindendee (ed. Wien Morawa Lesezirkel). En ella trata de la desigualdad de género en la tribu fang, que es su tribu de origen. Además trata también las complejas relaciones entre España y Guinea Ecuatorial. La novela se desarrolla en un pueblo fang del siglo XXI, sin luz eléctrica ni agua potable y lejos de una ciudad. La trama se centra en el embarazo de una madre de seis niñas y la expectación que crea el género del futuro hijo ya que solo un varón heredará el nombre y las propiedades de la familia, en las que están incluidas las mujeres. Ellas son las bindendee.
También en 2016 publicó La bastarda (ed. Flores Raras). En ella se cuenta la historia de Okomo, la hija adolescente de una soltera fang, situación que refleja el título, que vivía con el abuelo Osá el Descalzo y sus dos esposas, una de ellas su abuela Adà, primera esposa de Osá y responsable de su educación. Okomo no es aceptada en su comunidad fang por su condición de bastarda. El problema es la dote que debió entregar su padre a su abuelo. Pero esta novela trata también de la identidad de género y la orientación sexual: ser fam e mina como su tío, o ser lesbiana como la protagonista. Es la primera obra escrita por una autora ecuatoguineana en la que se aborda estos temas. Su tío además será el causante las desgracias que ocurren en la aldea, sobre todo, al negarse a fecundar a la mujer de su hermano estéril. Pero no solo será atacado por la tradición sino también por la Iglesia.
En 2017 apareció el libro La albina del dinero (ed. Altaïr), en la que cuenta la historia de una joven albina que es fuente de riqueza para su familia por su característica única. En 2018 publicó Las mujeres hablan mucho y mal (ed. Sial), un libro de relatos centrados en la sociedad fang y el papel de las mujeres.
En 2019 publica Allí abajo de las mujeres = Djí ené bina bito así con Wanáfrica y Yo no quería ser madre: vidas forzadas de mujeres fuera de la norma con ed. Egales.
En 2020, su obra es incluida en la antología Teléfono de emergencia literaria: escritoras ecuatoguineanas editada por los centros culturales de España en Bata y Malabo.
En agosto de 2023 fue detenida por la policía de Guinea Ecuatorial por su activismo. Permaneció detenida durante dos días.
Ese mismo año publicó La hija de las mitangan con la editorial Baile del Sol.
Todas sus obras están realizadas desde una perspectiva feminista, haciendo visibles las desigualdades e injusticias que sufren las mujeres y en especial las mujeres africanas y las mujeres lesbianas. Escribe para dar respuesta a esas cuestiones que siempre se ha planteado, pese a las dificultades que ha sorteado por su procedencia para lograr publicar.

### Artículos publicados
- La mujer fang tiene precio.[18]
- 10 mitos sobre mujeres que aman a otras mujeres en Guinea Ecuatorial.[19]

### Conferencias
- V Seminario Internacional del CEAH: 50 años de independencia de Guinea Ecuatorial: "La calle es mi madre. La calle es mi padre. Penalización cultural de la diversidad sexual en Guinea Ecuatorial".[20]

## Reconocimientos
- Premio Internacional de Literaturas Africanas Justo Bolekia Boleká 2018 por su obra Las mujeres hablan mucho y mal.[21]
- Premio GLLI 2019 ( Global Literature in Libraries Initiative), iniciativa del mundo editorial anglosajón para la difusión de las obras traducidas al inglés, por su obra La bastarda.[22][23]
- Premio Mujer Ideal de Guinea Ecuatorial 2019.[24]
- Premio Internacional de la Unión General de Trabajadoras y Trabajadores por la lucha de la democracia, la libertad y la no discriminación, otorgado en el 44º Congreso Confederal de la UGT en la ciudad de Barcelona 2024.

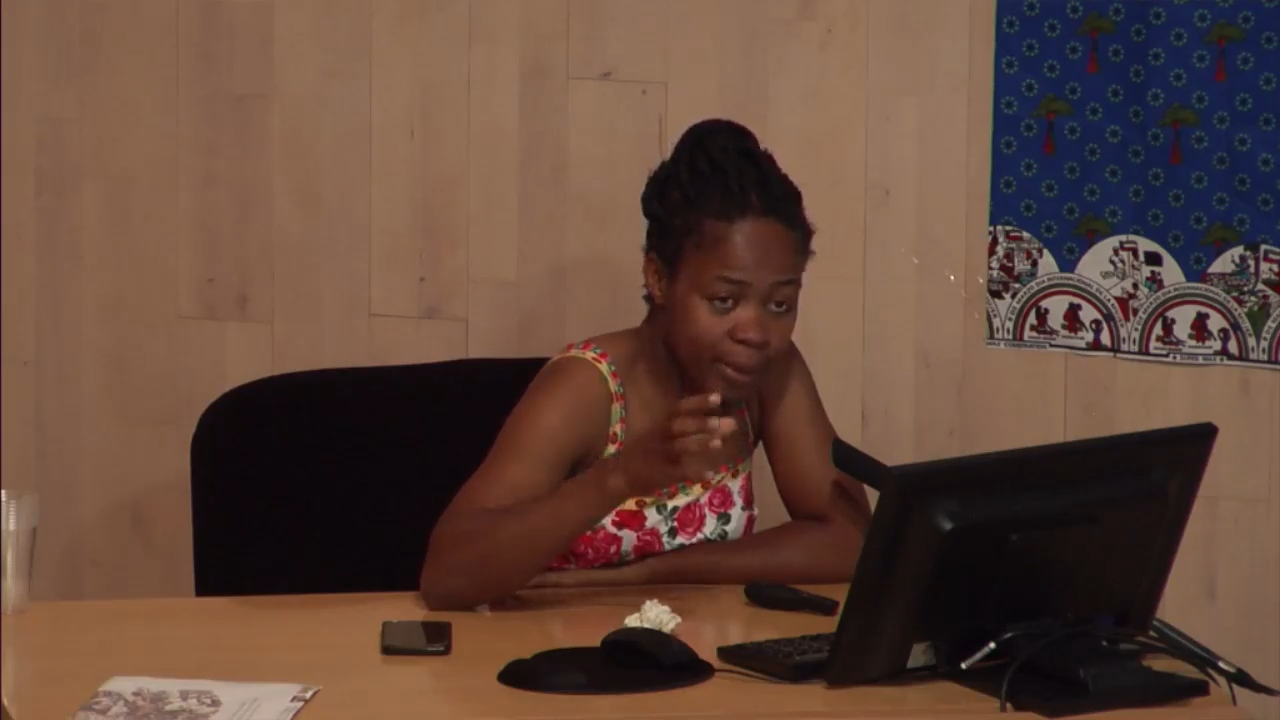
Participación en el V Seminario Internacional del CEAH de la UNED